# 三浦佑介
三浦 佑介（みうら ゆうすけ、1980年2月27日 - ）は、日本の演出家、脚本家、俳優、講師。劇団「あサルとピストル」主宰。

## 来歴
桐朋学園芸術短期大学芸術科演劇専攻を卒業。

## 演出・脚本作品
- 「コズエヲプロデュース。#1「冷凍ガール」（2011年1月、BAR COREDO）作・演出
- FPアドバンスプロデュース公演「極楽とんぼの終わらない明日」（2011年4月、シアターKASSAI）演出
- コズエヲプロデュース。#2「□.　〜kakoi-no-soto〜」（2011年7月、パフォーミングギャラリー＆カフェ 絵空箱）作・演出
- サルとピストン運動「おおばんぶるまー」（2011年9月、パフォーミングギャラリー＆カフェ絵空箱）作・演出
- 劇団桟敷童子自主企画公演「杏仁豆腐のココロ」（2011年10月、西新宿成子坂劇場）演出
- FPアドバンス公演「ALPHA」（2012年3月）演出
- クロジ公演「異説　金瓶梅」（2012年4月、シアターサンモール）演出
- コズエヲプロデュース#3「虚無」（2012年7月、パフォーミングギャラリー＆カフェ絵空箱）作・演出
- クロジクロジ公演「かみさまのおかお」（2012年12月、俳優座劇場）演出
- team WORLDプロデュース公演「BLUEDESTINY　〜act ZERO〜」（2012年、恵比寿エコー劇場）演出
- Utervision　Company公演「マイサンシャイン」（2012年12月、世田谷ものづくり学校 IIDギャラリー）演出
- みけねこ企画「ゴドーを待ちながら」（2013年5月、秋葉原 ACT&B）構成、演出
- 武藤啓太一人芝居「四畳半スケイプ」（2013年6月、パフォーミングギャラリー＆カフェ絵空箱）作・演出
- コズエヲプロデュース。#4「ダンボール砦の女」（2013年9月、ギャラリーLE DECO）作・演出
- クロジ公演「ヒルコ」（2013年10月、俳優座劇場）演出
- 絵空箱共同演出企画「半神」（2013年11月-12月、パフォーミングギャラリー＆カフェ絵空箱）構成、前半演出
- FPアドバンスプロデュース「朗読版　男おいらん」（2014年1月、パフォーミングギャラリー＆カフェ絵空箱）
- HAM2「あるおんな」、「話してくれ雨のように」（2014年1月、タイニイアリス）
- FPアドバンスプロデュース「新演出版　男おいらん」（2014年3月、笹塚ファクトリー）
- ヨミウラ #1「四谷回楼」（2014年6月、スペース雑遊）作・演出
- 酒井香奈子アロハプロジェクトACTシリーズ第1弾2人朗読公演「GOSSIP」（2014年7月、ステージカフェ下北沢亭）OP,ED,第3話脚本、演出
- 左右対称「四人で芝居二本立て」（2014年9月、シアターシャイン）余炎演出
- コズエヲプロデュース。♯5「おはじき」（2014年11月、新宿眼科画廊）
- コマイぬ ご吠えめ「豊の午後～萩原伸次戯曲選～」（2015年6月、Gallery＆Spaceしあん）演出
- エムキチビートひとり芝居企画　『Fight alone 5th』（2015年6月、恵比寿駅前バー）作・演出
- BELGANAL1st.「ヘルメスの媚薬」（2015年7月-8月、新宿眼科画廊）演出）
- ラチェットレンチ10「落伍者、改。」（2015年9月、南大塚ホール）演出
- MIU-LABO #1「らぶこめならぼ」（2015年10月、新中野ワニズホール）作・演出
- あサルとピストル旗揚げ公演「さよならブルマー〜A lady in Bloomer〜」（2015年11月、演劇アジトカットウ）作・演出
- MIU-LABO #2「らぶこめならぼ」（2016年1月、新中野ワニズホール）作・演出
- MIU-LABO #3「まちかどならぼ」（2016年2月、新中野ワニズホール）作・演出
- あサルとピストル本公演「さよならブルマー」（2016年2月、演劇アジトカットウ）作・演出
- MIU-LABO #4「らぶこめならぼ/おんなあめもーど」（2016年3月、新中野ワニズホール）作・演出
- コズエヲプロデュース。♯6「くちる」（2016年4月、新宿眼科画廊）
- MIU-LABO #5（2016年4月、新中野ワニズホール）作・演出
- MIU-LABO #6（2016年4月、新中野ワニズホール）作・演出
- 男おいらんProject2016　白泉社コミックス発売記念「男おいらん朗読劇再演」（2016年5月、バニラスタジオ）演出
- あサルとピストル本公演「さよならブルマー」（2016年5月、演劇アジトカットウ）作・演出
- BELGANAL1st.「裸火」（2016年7月、仙川LiveBar DingDong）演出
- 「BLUE DESTINY」（2016年7月、新中野ワニズホール）演出
- MIU-LABO #7（2016年7月、新中野ワニズホール）作・演出
- あサルとピストル本公演「さよならブルマー」（2016年9月 演劇アジトカットウ、10月 新中野ワニズホール）
- コズエヲプロデュース。♯7「□・kakoi-no-soto」（2016年10月、新宿眼科画廊）
- ライズ-ダルライザーTHE MOVIE（2017年7月公開予定）